# متحور مو
متحور مو (بالإنجليزية: Mu variant)‏ واسمه الكامل سارس-كوف-2 متحور مو (بالإنجليزية: SARS-CoV-2 Mu variant)‏ ويُعرف باسم التسلسل بي 1.621 (بالإنجليزية: Lineage B.1.621)‏؛ أحد تحورات فيروس كورونا المرتبط بالمتلازمة التنفسية الحادة الشديدة النوع 2، الفيروس المسبب لمرض فيروس كورونا 2019. اكتُشف هذا المتحوّر للمرة الأولى في يناير 2021 في كولومبيا وأبلغ عن وجود حالة مصابة به في عشرين دولة أخرى منذ ذلك الحين، تحديدًا في أمريكا الجنوبية وأوروبا، وقد صُنِف من قبل منظمة الصحة العالمية بوصفهِ متحورًا مثيرًا للاهتمام، تحت اسم (بالإنجليزية: VUI-21JUL-1)‏ في 30 أغسطس 2021. جاء في تقرير منظمة الصحة العالمية أن لدى متحور مو طفرات قد تحدث مقاومة للقاحات، لكن تأكيد ذلك يحتاج إلى مزيد من الدراسات لفهم طبيعة خطورة المتحور بشكل أدق.